# Códice Selden
El códice Selden es un manuscrito pictórico perteneciente a la cultura mixteca de México. El códice es un registro de la genealogía y dinastías de Jaltepec desde el siglo X hasta el siglo XVI. El códice Selden es en realidad sólo el fragmento de un documento de extensión mucho mayor. Es uno de los seis códices mixtecos considerados de tradición prehispánica que sobrevivieron a la Conquista de México. Ya que, a pesar de que fue completado después de la llegada de los españoles al área mixteca, es considerado prehispánico por no tener ningún tipo de influencia española.
El códice perteneció al jurista inglés John Selden, quien al morir en 1654 dejó su colección de libros y manuscritos a la Universidad de Oxford. 
El códice mixteco "Selden" se localizaba en Jaltepec en el estado de Oaxaca, México. 